# Pontificia Universidad Juan Pablo II
La Pontificia Universidad Juan Pablo II de Cracovia (en polaco: Uniwersytet Papieski Jana Pawła II w Krakowie), fue instituida por el papa Juan Pablo II que, el 8 de diciembre de 1981, emitió el motu proprio Beata Hedvigis con el cual prescribía que la Pontificia Academia Teológica (nombre oficial hasta febrero de 2010) debía surgir de la antigua facultad de teología de la Universidad Jaguelónica.

## Historia
La facultad de teología en la Academia de Cracovia se instituyó a petición de la reina Eduviges y de su marido Jagiełło. El 11 de enero de 1397; el papa Bonifacio IX firma una bula que concedía la fundación de la facultad. En el acto del 26 de julio de 1400 la facultad de teología fue catalogada como la facultad más importante de la Academia. Los profesores de la facultad participaron en la cristianización de Lituania.
Durante el Reino de Polonia y aún después, en la época de las Particiones y luego de la restauración de la independencia en 1918, la mayor parte de los rectores de la Academia de Cracovia fueron seleccionados entre los teólogos, que representaban a las personalidades más eminentes. Gracias a la su reputación y al mayor número de estudiantes, la Academia era uno de los principales centros de instrucción teológica en Polonia.
Durante la Segunda Guerra Mundial muchos profesores de la facultad fueron prisioneros de los campos de concentración nazis. A pesar de las represiones y las muertes, la educación se llevó a cabo clandestinamente. En 1945 el cuerpo docente de la facultad da la bienvenida a los profesores de los territorios polacos orientales cedidos a la Unión Soviética (por ejemplo Leópolis).
En 1954 la Facultad de Teología fue abolida por un decreto del gobierno comunista. Esta decisión, sin embargo, no puso término a la existencia de hecho y canónica de la facultad.
En 1959 la Santa Sede emitió un decreto según el cual la facultad de teología en la observancia de sus estatutos "permanece bajo la supervisión de la autoridad eclesiástica, y en el futuro se organizará de acuerdo con las leyes aprobadas por la Sede Apostólica." En 1974 gracias a los esfuerzos del cardenal Karol Wojtyła la facultad podía llevar el título honorífico de Pontificia.
Entonces la Pontificia Academia Teológica continúa las tradiciones de la facultad de teología de la Universidad Jaguelónica. Copatrocina el Centro internacional para los estudios científicos interdisciplinarios y financia obras académicas dirigido a reducir la brecha entre las ciencias naturales y las humanidades.
En febrero de 2010, la Academia Pontificia Teológica tomó el nombre de Pontificia Universidad de Juan Pablo II.

## Estructura organizacional
Facultad
- Teología
- Filosofía
- Historia de la Iglesia

Las facultades incluyen institutos, también interdepartamentales, con una o más especializaciones:
- Instituto de Bioética
- Instituto de Ecumenismo y Diálogo
- Escuela de idiomas
- Post-diplomado en periodismo

## Cursos de estudio
La Academia otorga diplomas de maestría, licencias, doctorados y diplomas de habilitación. Las facultades cooperan con numerosas universidades en Polonia y en el extranjero organizando conferencias, sesiones y seminarios interdisciplinarios, también internacionales.

## Otros proyectos
- Wikimedia Commons alberga una categoría multimedia sobre Pontificia Universidad Juan Pablo II.